# Justyna Król-Całkowska
Justyna Esthera Król-Całkowska – nauczyciel akademicki, doktor habilitowany nauk medycznych, doktor nauk prawnych, wykładowca Uniwersytetu Medycznego w Łodzi i profesor Uczelni Łazarskiego w Warszawie.

## Życiorys
W 2001 ukończyła studia na kierunku administracja na Wydziale Prawa, Prawa Kanonicznego i Administracji Katolickiego Uniwersytetu Lubelskiego Jana Pawła II. W 2009 na podstawie rozprawy pt. Analiza komunikacji lekarz-chory w świetle wybranych cech demograficznych i klinicznych otrzymała na Wydziale Lekarskim Uniwersytetu Medycznego w Łodzi stopień naukowy doktora nauk medycznych (dyscyplina: biologia medyczna, specjalność: prawo medyczne). Na Uniwersytecie Medycznym w Łodzi na Wydziale Nauk o Zdrowiu nadano jej w 2014 stopień doktora habilitowanego nauk o zdrowiu w specjalności prawo medyczne. W 2015 na podstawie napisanej pod kierunkiem Fryderyka Andrzeja Zolla rozprawy doktorskiej pt. Zakres informacji na temat udzielanych świadczeń zdrowotnych jako podstawa niewadliwego oświadczenia pacjenta o zgodzie lub sprzeciwie uzyskała w Akademii Leona Koźmińskiego stopień naukowy doktora nauk prawnych w zakresie prawa.
Obecnie jest zatrudniona jako adiunkt w Zakładzie Prawa Medycznego Uniwersytetu Medycznego w Łodzi na Wydziale Nauk o Zdrowiu oraz jako prof nadzw., Kierownik Katedry Prawa Międzynarodowego i Europejskiego na Wydziale Prawa i Administracji Uczelni Łazarskiego w Warszawie. Od 2018 roku jest wykładowczynią na studiach MBA w ochronie zdrowia organizowanych we współpracy WUM-SGH. 